# The Sims Pool
The Sims Pool  — мобильная игра серии The Sims, разработанная и выпущенная компанией EA Games 31 июля 2007 года для мобильных телефонов и устройств iPod. Игрок создаёт персонажа, который должен оттачивать свои навыки в игре в бильярд, пул. Помимо самого игрового процесса, связанного с игрой в бильярд, в его разных режимах, сим должен зарабатывать деньги, чтобы покупать новое снаряжение для игры, а также постепенно завоёвывать известность в кругу бильярдистов.
Игра получила в целом положительные оценки со стороны игровых критиков, похваливших игру за её качественную графику, физику и способ управления. Тем не менее более неоднозначные оценки получила система наград, а также отсутствие турнирного режима.

## Игровой процесс
Игра представляет собой классический симулятор бильярда и начинается с того, что игрок должен создать управляемого персонажа, выбрать одну из шести готовых моделей симов женского или мужского пола, а также настроить им цвет кожи, волос и одежды. Сразу после этого, игра позволяет персонажу играть в пул, разновидность бильярда. В игре доступны разные игровые режимы, классический «американский» Пул-8, «британский» блэкбол и Пул-9. В игре также имеется режим «Challenge», где игра устанавливает разные условия и правила, например, чтобы три мяча попали в гол за один удар. Все матчи в игре является одноразовыми.
Чтобы играть в бильярд, игрок может использовать стрелки направления или клавиатуру в четырёх направлениях. Вначале игрок должен вращать свой кий, чтобы подобрать правильный угол, после нажатия кнопки действия, игрок устанавливает тип вращения для мяча и в конце концов подбирает силу удара. В версии для iPod управление осуществляется с помощью D-pad, так как данная версия является трёхмерной, вначале игрок подбирает угол обзора, поворачивая экран с помощью кнопок налево/направо и масштабируя его с помощью кнопок вверх/вниз. После нажатия кнопки «ввод» игрок затем подбирает угол кия, он снова нажимает кнопку «ввод», чтобы затем выбрать тип вращения и после третьего нажатия подобрать силу удара.
Всего в игре имеется 15 заведений с бильярдом. У персонажа есть так называемая жизненная цель — стать известным бильярдистом. По мере того, как игрок проходит матчи, он узнаёт новые детали жизни управляемого сима и заслуживает большее уважение со стороны постояльцев баров. Достижения сима сохраняются в его личном профиле. Победа в матчах и выполнение заданий вознаграждается бонусами, в том числе новыми расцветками для кия или специальными кейсами, а также повышает известность персонажа в кругу бильярдистов. Выполнение жизненных целей делает сима счастливее, а это в свою очередь поможет получить ему повышение на работе, а значит и зарабатывать больше денег. Исполнение желаний добавляет в жилой участок сима новые предметы, такие, как например аркадный автомат или игровая приставка.
Если java-версия и для iPod mini имеет двухмерную перспективу сверху, то версия для iPod представлена полностью в трёхмерной графике, в ней игрок также может видеть окружающее пространство вокруг бильярдного стола, в том числе и остальных посетителей или руки управляемого персонажа.

## Разработка и выход
Впервые о предстоящем выпуске игры стало известно в мае 2007 года, когда EA обнародовала телефонную конференцию с финансовыми аналитиками, где упоминалась игра The Sims Pool.
Выход игры состоялся 31 июля 2007 года для мобильных платформ java, а также для iPod пятого поколения под управлением iPod Software 1.2 или более поздней версии. Игра была доступна для покупки в iTunes, но до 2008 года. Выход The Sims Pool от EA Games также совпал с началом экспансии игровым гигантом мобильного игрового рынка, который до этого был поделён между компаниями Player One и I-play. Это вторая игра серии The Sims после The Sims Bowling, выпущенная для iPod. Игра в том числе привлекла к себе внимание на фоне волнения насчёт выхода iPod Touch от Apple и iPod nano с поддержкой игр. The Sims Pool позиционировалась разработчиками, как игра с реалистичной графикой и звуком, она также в плане игровой механики схожа с The Sims Bowling.

## Критика

### iPod
| Иноязычные издания | Иноязычные издания |
| Издание            | Оценка             |
| ------------------ | ------------------ |
| Macworld           | [ 6 ]              |
| Pocket Gamer       | [ 5 ]              |
| ilounge            | B                  |

Критик сайта Pocket Gamer назвал The Sims Pool одной из самых симпатичных игр, вышедших в последнее время на мобильные устройства, хотя и не в состоянии состязаться со спортивными играми таких мобильных гигантов, как Player One и I-play. Также критик уже заметил тенденцию того, что мобильные версии The Sims обращаются к более узкоспециализированной тематике вместо симуляции жизни, даже например в сравнении с портативными версиями. Питер Коэн с сайта Macworld заметил, что The Sims Poll создавалась по той же формуле, что и The Sims Bowling, помимо её основной темы, она частично заимствует и игровой процесс самой The Sims, а не просто вне контекста использует бренд в своём названии. Также критик привёл The Sims Pool в качестве доказательства того, что казуальная игра не должна испытывать недостаток в глубине или сложности и признался, что она стала его любимой игрой на iPod. Представитель iPodserver выразил восхищение игре, заметив, что он пробовал множество бильярдных мобильных игр, но The Sims Pool стала первой игрой, предлагающей вменяемую физику.  Редактор Dailymotion заметил, что не обязательно быть фанатом The Sims, чтобы наслаждаться игрой.
Критик Pocket Gamer похвалил игру в том числе и за её продвинутую трёхмерную графику, которая выступает не только декоративным элементом, в частности хорошо выполненная внутриигровая физика и приятный интерфейс позволяют выглядеть игре в бильярд естественной, позволяя игроку выполнить большинство действий с помощью его D-pad. Даже несмотря на ограниченные возможности управления iPod, критик похвалил The Sims Pool за реализацию управления. Противоположное мнение оставил Питер Коэн с сайта Macworld, назвав управление в игре достаточно сложным, в частности попытку подобрать правильный удар из-за того, что малейшее подёргивание пальца может всё испортить. Критик сайта iLounge заметил, что игра не хвастается своей графикой, демонстрируя впечатляюще крупные планы, а делает её естественной частью игрового процесса, позволяя игроку легче оценить угол и силу удара, вместо игры-угадайки. Это делает The Sims Pool не очень сложной, но и приятной игрой.
Несмотря на ранние похвалы, критик Pocket Gamer назвал The Sims Pool далеко не идеальной игрой, так как в ней отсутствуют многие детали игры, в частности изменяющаяся линия траектории, как например это удачно воплощено в игре Ronnie O'Sullivan Snooker 2008, однако данное замечание не критично и данный недостаток не заметят игроки, не являющимися экспертами игры в бильярд.
В качестве основного недостатка The Sims Pool, критик Pocket Gamer указал на отсутствие режима турнира, хотя система желаний сима частично компенсирует данный недостаток. А введение режима противостояния например пяти персонажей добавила бы дополнительную привлекательность игре. Питер Коэн счёл режим Play Pool самым лучшим, так как позволяет «погружать игрока в самую гущу событий» и не влиять отрицательно на прогресс игры. Критик iLounge в качестве важного недостатка указал на систему покупки товаров, заметив, что как и в The Sims Bowling, она сводиться к фразе «собирай деньги, чтобы купить вещи, которые тебе не нужны, только с салфеткой для протирания».
Отдельно критик Pocket Gamer раскритиковал редактор персонажа, задавшись вопросом, почему женские модели персонажей менее этнически разнообразны, чем мужские. Представитель iLounge также назвал редактор персонажа очень скудным.

### Java
Критик сайта Pocket Gamer выразил разочарование ограниченной кастомизацией персонажа, учитывая, что предыдущие портативные и мобильных игры The Sims предоставляли больше возможностей. Сам игровой процесс обозреватель назвал очень простым, но и игре удаётся сохранить множество тонкостей, присутствующих в реальной игре у бильярда, такие, как вращение мяча, или необходимость подбирать правильный угол выстрела. Возможность после победы приобретать награды придаёт игре небольшой элемент ролевой игры. Однако основным недостатком критик назвал отсутствие турнирного режима, а игра предоставляет только одиночные матчи. 